# Gaurotes cyanipennis
Gaurotes cyanipennis är en skalbaggsart som först beskrevs av Thomas Say 1824.  Gaurotes cyanipennis ingår i släktet Gaurotes och familjen långhorningar. Inga underarter finns listade i Catalogue of Life.